# Miss Rio de Janeiro 2019
Miss Rio de Janeiro BE Emotion 2019 foi a 64ª edição do tradicional concurso de beleza feminino de Miss Rio de Janeiro, válido para a disputa de Miss Brasil 2019, único caminho para o Miss Universo. O concurso foi coordenado pelo empresário paulista André Cruz junto ao jornalista Marcelo Haidar e ocorreu no Hotel Hilton Barra, na capital do Estado com a presença de treze (13) candidatas  de distintos municípios do Rio. A detentora do título no ano anterior, Amanda Coelho, coroou a sucessora no final do evento, sendo esta a represente de Volta Redonda, Isadora Meira. Vale ressaltar que foi nesta edição que a primeira candidata trans  da cadeia de concursos versão Universo no Brasil competiu pela primeira vez, foi Nathalie de Oliveira, candidata de Bom Jardim.

## Resultados

### Colocações
| Posição    | Município e Candidata                                                                              |
| ---------- | -------------------------------------------------------------------------------------------------- |
| Vencedora  | - Barra Mansa - Isadora Meira                                                                      |
| 2º. Lugar  | - Teresópolis - Thainá de Oliveira                                                                 |
| 3º. Lugar  | - Resende - Esthéfane Souza                                                                        |
| Finalistas | - Angra dos Reis - Lana Zambelli - Bom Jardim - Nathalie de Oliveira - Nova Iguaçu - Adriana Yanca |

### Ordem dos anúncios
| 1. Teresópolis 2. Resende 3. Nova Iguaçu 4. Bom Jardim 5. Barra Mansa 6. Angra dos Reis | 1. Teresópolis 2. Barra Mansa 3. Resende |  |  |

## Jurados

### Final
Ajudaram a escolher a vencedora:
1. Marcelo Aidar, colunista social;
2. Gustavo Bomfim, modelo e Mister São Paulo CNB 2019;
3. Karina Ades, diretora geral do Miss Brasil BE Emotion;
4. Klauss Ziller, gerente geral do Hotel Hilton Barra;
5. Mariana Rattes, atriz e empresária;
6. Magda Cotrofe, atriz e ex-modelo;

## Candidatas
Disputaram o título este ano:
- Angra dos Reis - Lana Zambelli [8]
- Armação dos Búzios - Kathllen Camille
- Barra Mansa - Isadora Meira
- Bom Jardim - Nathalie de Oliveira [9][10][11]
- Cantagalo - Marcelle Senhorinho
- Duque de Caxias - Karine Stefany
- Itaboraí - Thayana Stocco
- Nova Iguaçu - Adriana Yanca [12]
- Resende - Esthéfane Souza
- Rio de Janeiro - Daniella Magalhães
- São Pedro da Aldeia - Raquel Goulart [13]
- Teresópolis - Thainá de Oliveira
- Volta Redonda - Melissa Amorim